# Поморяне

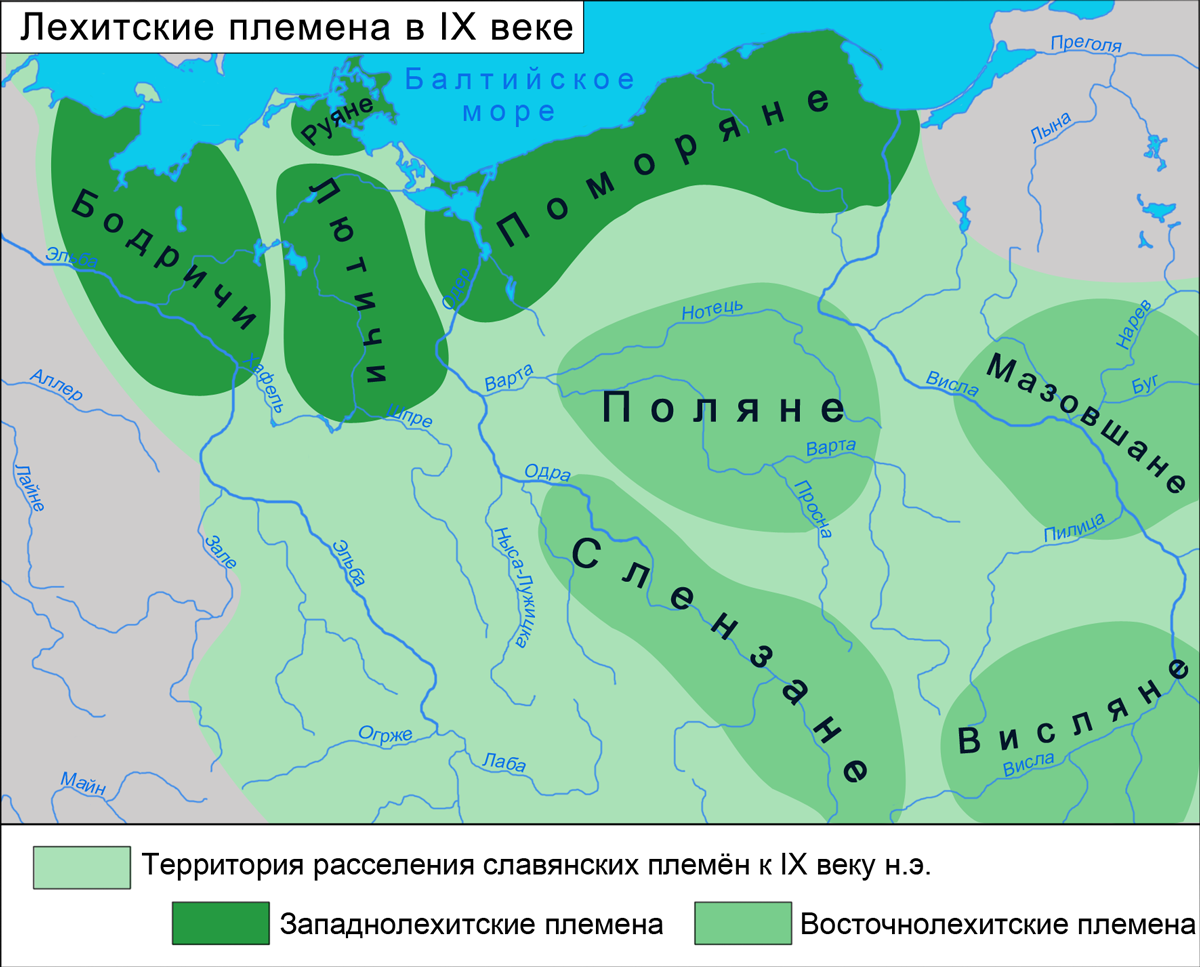
Карта-схема расселения славянских племён (западнолехитские и восточнолехитские) в IX веке.

Поморя́не (поморы или помераны) — западнославянские (балтийские славяне) племена, жившие до XVI—XVII веков в низовьях Одры на побережье Балтийского моря. 
От Помо́рье — «приморье, приморская сторона» происходит названье «Померания», Pommern, и название жителей Поморья, «поморяне, помо́ры, помо́рцы». В МЭСБЕ указано, что древняя славянская область Померания (лат. Pomerania, пол. Pomorze), занимавшая побережье Балтийского моря от Вислы к западу за рекой Одер и до реки Нотеци (Нетцы) к югу, заселена славянами с конца V столетия по Рождеству Христову. К западу от реки Одера жили хижане и лютичи, к востоку — поморяне, часть которых — между Вислой и рекой Слупьей — получила название «кашубы».

## История
Померанию, в широком смысле, в древнейшие времена занимали германские племена ругиев и турпилингов, а с удалением их, к концу V века, заселили славянские племена лехитской группы, под наименованиями хижан и лютичей, к западу от Одера, и собственно поморян — к востоку от неё, а позднее последние между реками Вислой и Слупьей получили название «кашубы».
В 900 году граница поморянского ареала проходила по Одре на западе, Висле на востоке и Нетце на юге. Дали название исторической местности Померания (от слав. Поморье или Поморяния). В число поморянских племён включают волинян и пыжичан.
В X веке польский князь Мешко I включил (захватил) земли поморян в состав польского государства. В XI веке поморяне подняли восстание и вновь обрели независимость от Польши. В этот период их территория расширилась на запад от Одры в земли лютичей. По инициативе князя Вартислава I поморяне приняли католичество.
С 1180-х начало возрастать немецкое влияние, и на земли поморян стали прибывать немецкие поселенцы. Из-за разорительных войн с датчанами поморянские феодалы приветствовали заселение опустошённых земель немцами. Со временем начался процесс германизации и полонизации поморянского населения. Избежавшим ассимиляции среди немцев и поляков остатком древних поморян сегодня являются кашубы, насчитывающие около 300 000 человек, эти потомки древних поморов, живут в восточной части района расселения вокруг Гданьска и Гдыни и смогли сохранить свои языковые и культурные особенности.
Генрих Латвийский в Хронике Ливонии упоминает поморян (лат. Maritime) как один из народов, населяющий Ливонию.

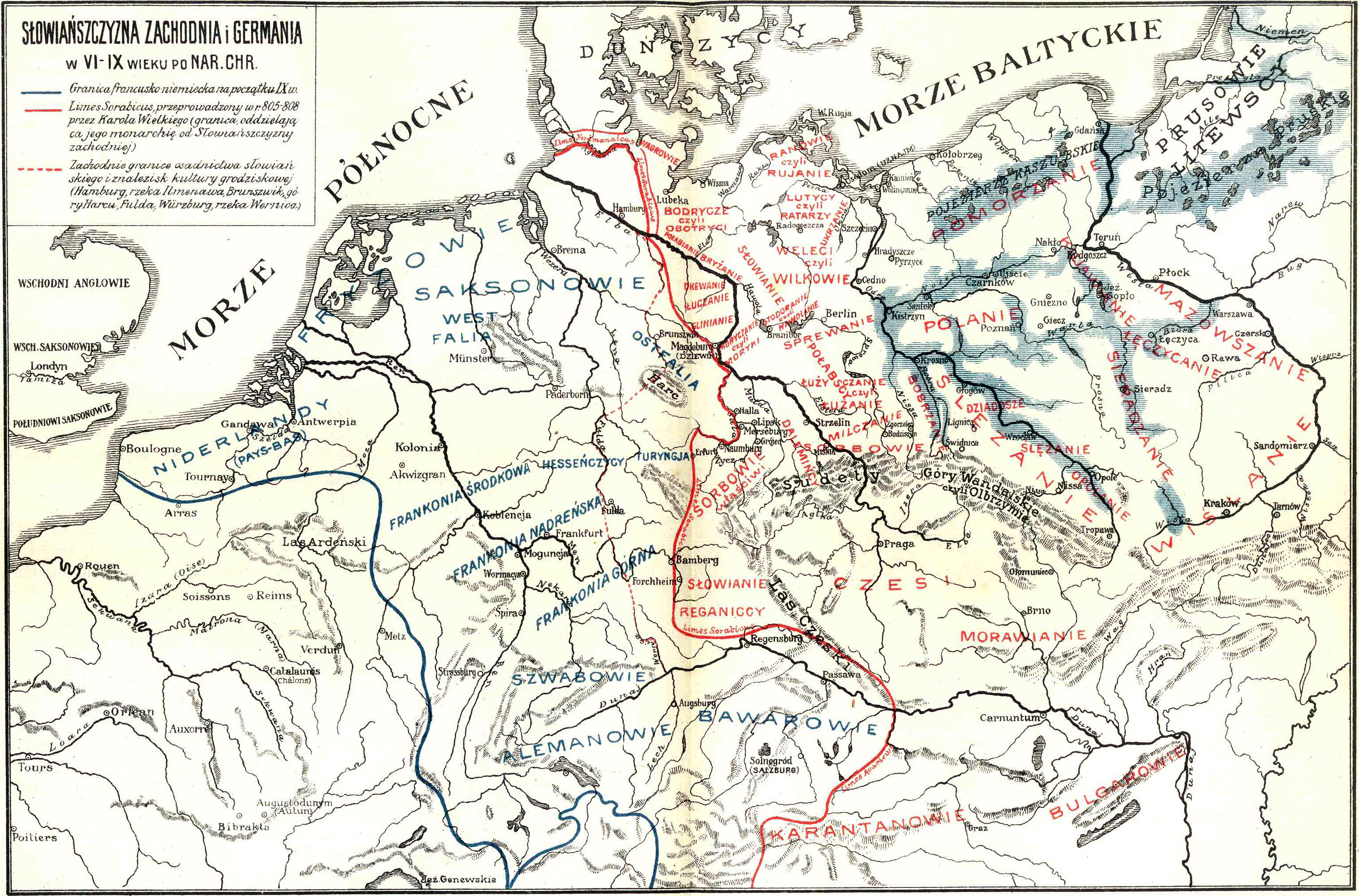
пол. pomorzanie справа сверху.
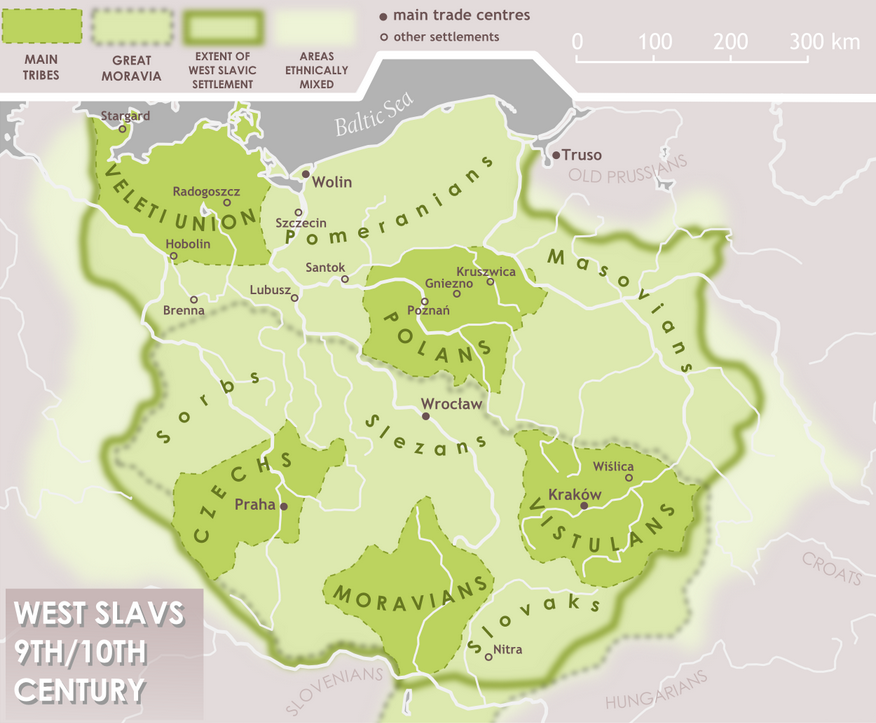
Отдельные западнославянские этнические группы, и территории их расселения, между IX и XI столетиями (западная схема).
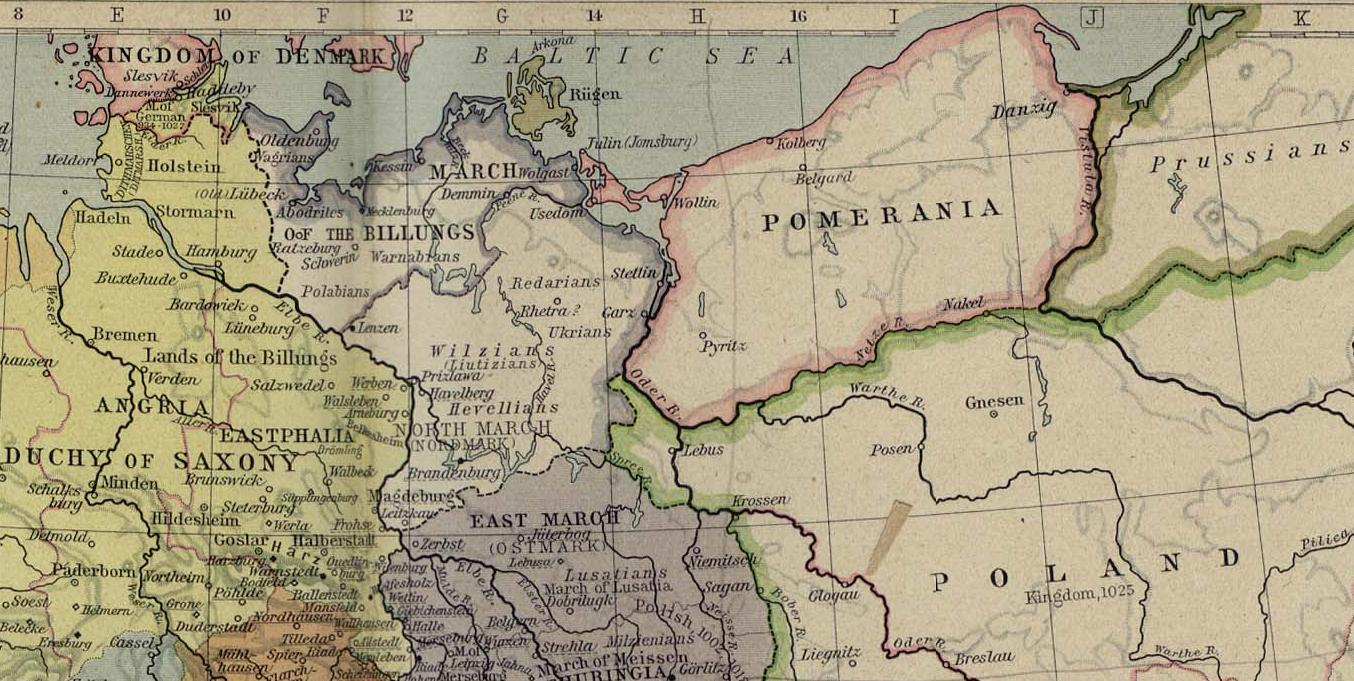
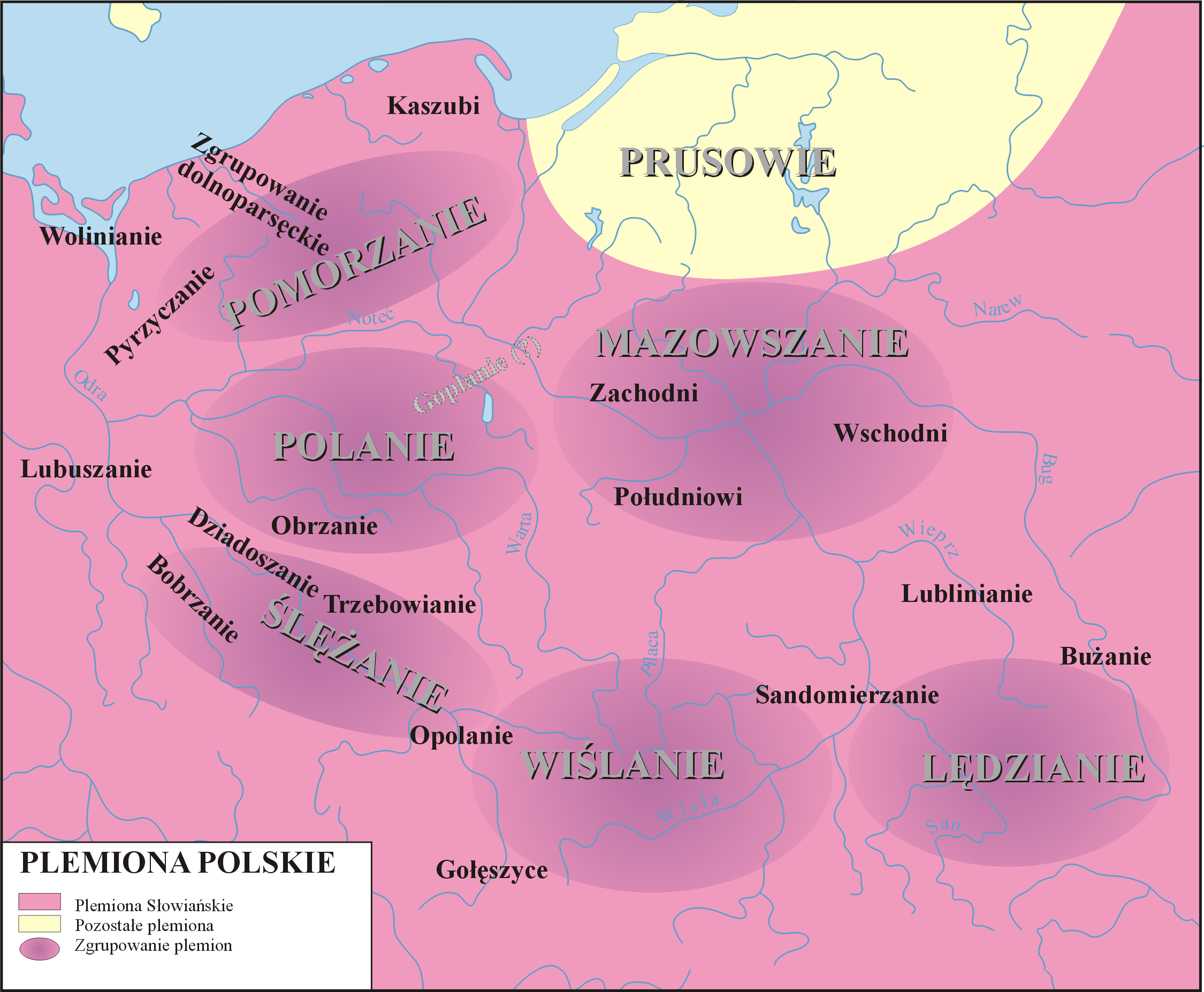